# Romanus Weichlein
Romanus Weichlein (rodným jménem Andreas Franz Weichlein (30. listopadu 1652 Linec – 8. září 1706 Maria-Haid, dnešní Kleinfrauenhaid) byl rakouský kněz, hudební skladatel a houslista.

## Život
Pocházel z linecké hudební rodiny. Jeho otec Johann Weichlein byl varhaníkem v cisterciáckém klášteře Zwettl v Dolních Rakousech. Později se přestěhoval do Lince, kde se stal městským varhaníkem a provozoval hostinec. Johann měl devět dětí, z nichž Andreas a jeho starší bratr Magnus se stali hudebníky.
Základní hudebního vzdělání poskytl synům otec a ve studiu pokračovali u lineckého varhaníka Antona Seydlera. Oba bratři vstoupili jako novicové do benediktinského kláštera v Lambachu a Andreas přijal řeholní jméno Romanus. Studoval filosofii a teologii v Salcburku. Jeho učiteli hudby byli Heinrich Ignaz Franz Biber a Benjamin Ludwig Ramhaufski (varhaník a hudební skladatel pocházející z Prahy).
Slavnostní primici po ukončení studia a vysvěcení na kněze měl Romanus 8. července 1678. V roce 1684 sloužil v malé farnosti Oberkirchen v Dolním Rakousku. Později byl povýšen na kaplana a stal se hudebním prefektem benediktinského kláštera Nonnberg (nejstarší nepřetržitě existující klášter na světě) v Salcburku a od 22. září 1691 byl hudebním prefektem a klášterním skladatelem v benediktinském klášteře Säben u Klausenu v Jižním Tyrolsku. V Säbenu sloužil až do ledna roku 1705. Po krátkém pobytu v Lambachu se stal farářem v Kleinfrauenhaidu, kde také roku 1706 zemřel při morové epidemii.

## Dílo
Během svého života vydal dvě sbírky skladeb:
- Parnassus Ecclesiastico-Musicus (Ulm 1702)
- Encaenia Musices (Oeneponti 1695)

Kromě toho komponoval mše a další liturgické skladby. Nejčastěji je uváděna mše Missa rectorum cordium z roku 1687. Rukopisy jsou uchovávány v klášterních archivech v Kremsmünsteruzu, Noonbergu a Lambachu. Mnoho jeho děl je ztraceno.